# Dolmen de Matança
Le dolmen de Matança (aussi appelé Orca de Corgas da Matança ) est un dolmen situé dans la freguesia de Matança (Fornos de Algodres) (pt), sur le territoire de la municipalité de Fornos de Algodres (district de Guarda, Portugal),. 
Le mot anta est l'équivalent portugais d'« ante » (pilier terminal d'un temple grec ou romain), mais il est aussi employé pour désigner les pierres d'un dolmen ou le dolmen lui-même. Environ 5 000 structures mégalithiques de ce type ont été construites au Néolithique dans l'ouest de la péninsule Ibérique par les successeurs de la culture de la céramique cardiale ou Cardial.
Le mot mamoa (pt) est utilisé dans le nord-ouest de la péninsule ibérique pour désigner les tumulus funéraires caractéristiques du Néolithique.
Il est classé Immeuble d'intérêt public (Catégorie IIP) depuis 1961 .

## Description
Ce monument mégalithique remonte à la fin du Néolithique (vers 2900-2640 av. J.-C.). Il possède une chambre funéraire avec neuf orthostates enfoncés à plus d'un mètre dans le sol, dont certains présentent ce qui semble être des restes de gravures rupestres. Il ne présente pas de mamoa (tumulus).
L'Orca, comme l'Anta de Cunha Baixa voisine, est un bon exemple de ce qu'on appelle une tombe à piliers ou une chambre large dont les chambres sont plus larges que longues dans le sens axial. La chambre mesure environ 4,00 m de large, 3,20 m de long et un peu moins de 3,00 m de haut. La grande largeur est obtenue par deux piliers se dressant de chaque côté de la pierre de façade, formant le mur arrière le plus large.
Il a été initialement étudié par José Leite de Vasconcelos (pt) en septembre 1896, puis restauré en 1988-89. Plusieurs objets ont été trouvés par lui in situ : un microlithe, deux pointes de flèche et deux haches en silex, une perle en pierre, les fragments d'un bol hémisphérique et une idole anthropomorphe en jais. Ces artéfacts ont été transférés au Musée ethnographique portugais, actuellement Musée national d'Archéologie de Lisbonne.

## Galerie

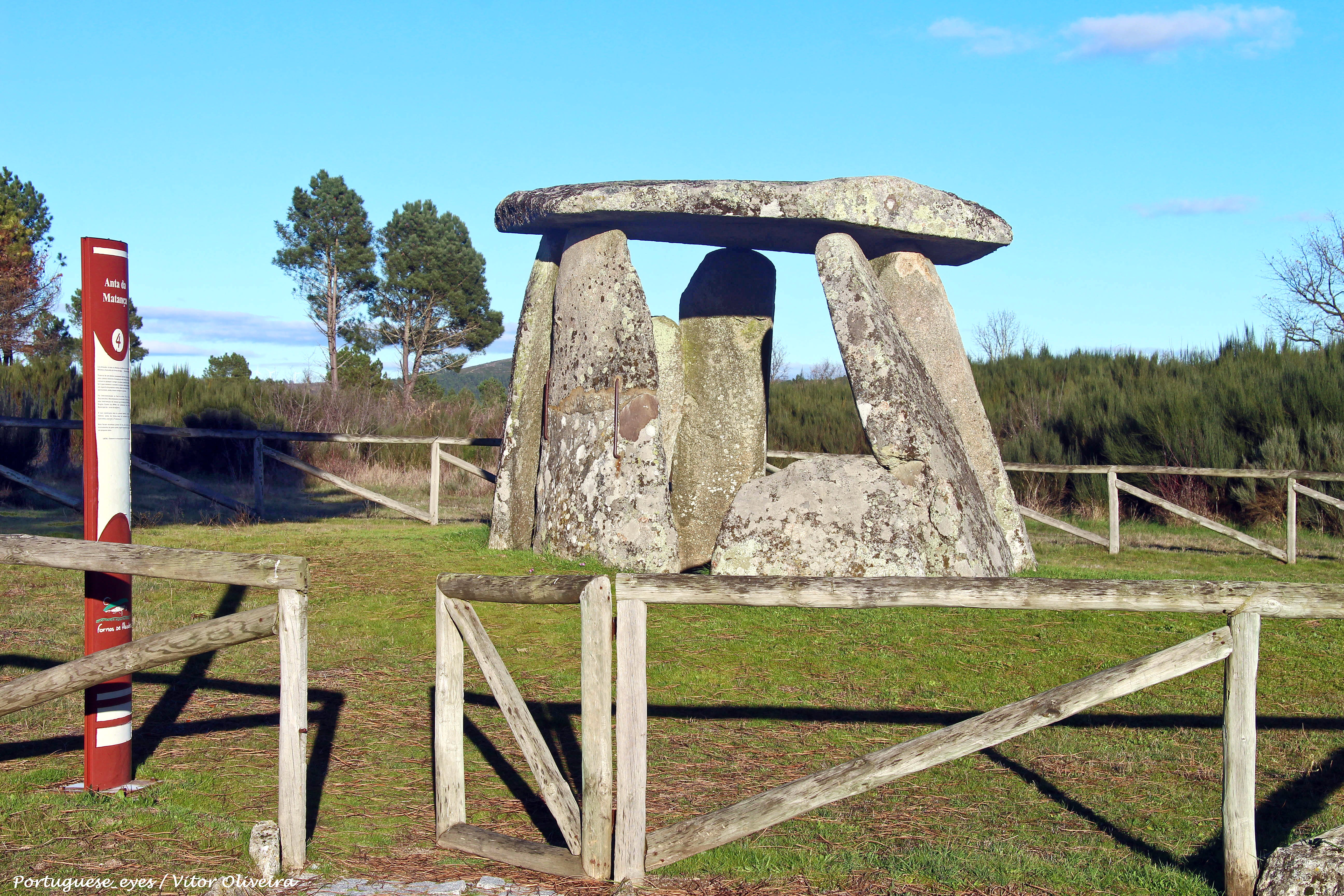
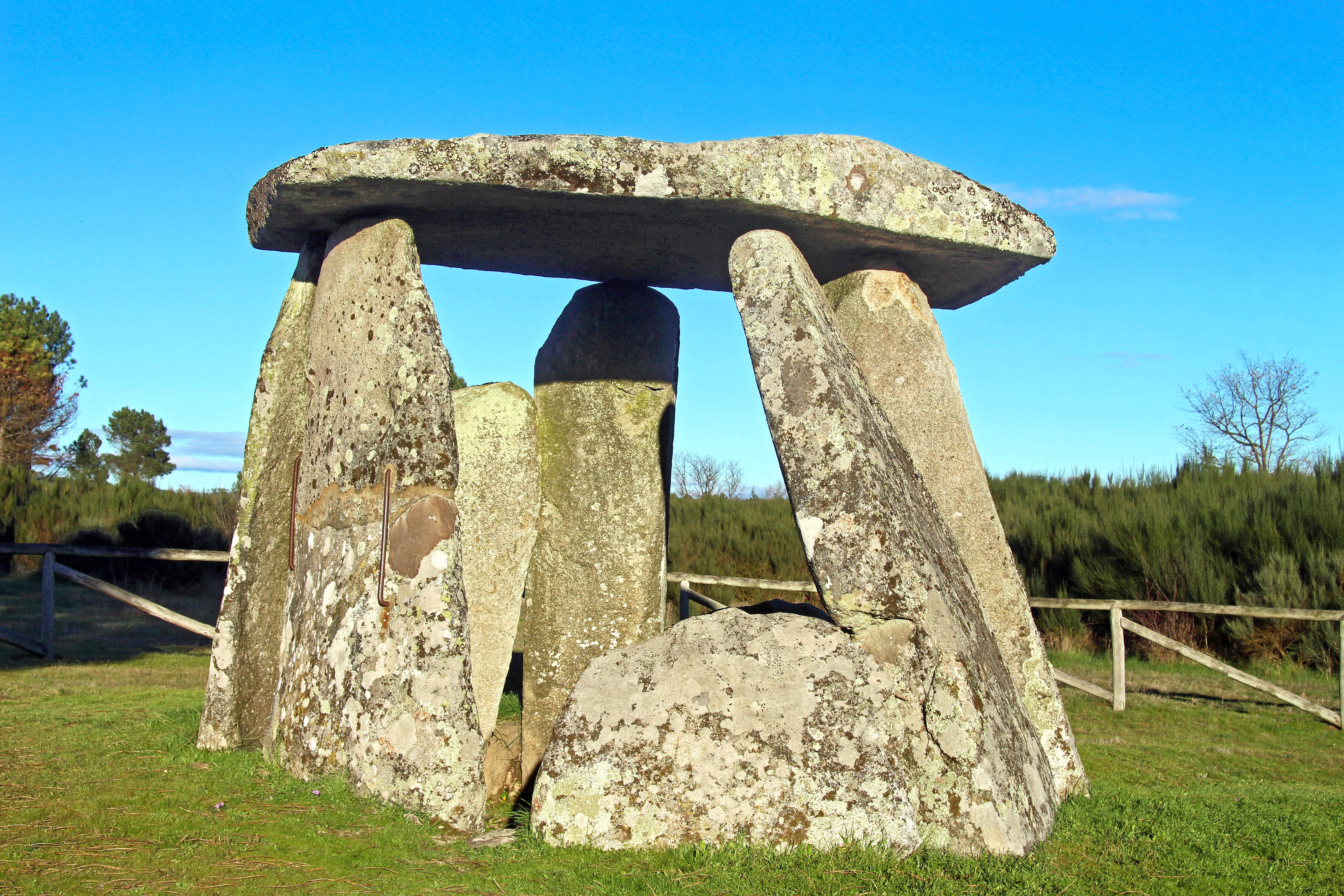